# アレクリンFC
アレクリンFC (ポルトガル語: Alecrim Futebol Clube) は、ブラジル・リオグランデ・ド・ノルテ州ナタールを本拠地とするサッカークラブである。

## 歴史
アレクリンFCは1915年8月15日に創設された。カンピオナート・ポティグァル（リオグランデドノルテ州選手権）ではこれまでに7回優勝している。1986年には1986 カンピオナート・ブラジレイロ・セリエAに参戦し、第1ステージで敗退した。
1968年2月4日のスポルチ・レシフェとの試合では、ガリンシャがアレクリンの一員としてプレーした。

## スタジアム
以前はエスタジオ・ジョアン・クラウジオ・デ・ヴァスコンセロス・マシャド(通称：マシャドン) を使用していたが、2011年11月に解体されたことにより、現在は5,000人収容のエスタジオ・ルイス・リオス・バクラウ(通称：ニーニョ・ド・ペリキート) を使用している。

## タイトル
- カンピオナート・ポティグァル : 7回
  - 1924, 1925, 1963, 1964, 1968, 1985, 1986

## 歴代監督
- アチルソン・マゾーリ・デ・オリヴェイラ 2016

## 歴代所属選手
- クライトン・アルベルト・フォントーラ・ドス・サントス 2013
- アントニオ・カルロス・ダ・シルバ・ネット 2017-